# Michael Sembello
 (août 2012).
Si vous disposez d'ouvrages ou d'articles de référence ou si vous connaissez des sites web de qualité traitant du thème abordé ici, merci de compléter l'article en donnant les références utiles à sa vérifiabilité et en les liant à la section « Notes et références ».
Michael Sembello, né le 17 avril 1954 à Philadelphie (Pennsylvanie), est un chanteur et auteur-compositeur-interprète, guitariste et acteur américain.
Il est essentiellement connu du grand public pour avoir écrit et interprété Maniac en 1983, un des titres phares de la bande originale de Flashdance.

## Carrière
Il a collaboré avec de nombreux artistes de renommée internationale, dont The Jackson Five, Michael Jackson, Diana Ross, Barbra Streisand, Arthur Garfunkel, George Benson (en tant que guitariste dans le titre No One Emotion) ou encore Nick Kamen.
Il joue en particulier la complexe partie de guitare du morceau instrumental Contusion sur l'album Songs in the Key of Life (1976) de Stevie Wonder, évoquant le jazz-rock de John McLaughlin, et inspirée du style de Pat Martino. Il est également coauteur de Saturn sur le même album. 
Il a réalisé et arrangé le premier album de Jennifer Batten (guitariste des tournées solo de Michael Jackson), Above Below and Beyond (en), chantant et jouant du vocoder sur quelques morceaux.
En 1984, il écrit la chanson Gremlins... Mega-Madness pour la scène du bar dans le film Gremlins.
Il a également écrit de nombreuses bandes originales de films, dont celle d'Independence Day (1996).